# Rupēs lunari
Segue una lista delle rupēs presenti sulla superficie della Luna. La nomenclatura lunare è regolata dall'Unione Astronomica Internazionale; la lista contiene solo formazioni esogeologiche ufficialmente riconosciute da tale istituzione.
Le rupēs della Luna portano principalmente i nomi di altre strutture superficiali poste nelle vicinanze.

## Prospetto
| Rupes            | Eponimo | Latitudine | Longitudine | Diametro  |
| ---------------- | --- | ---------- | ----------- | --------- |
| Rupes Altai      | Monti Altaj - Catena montuosa della Siberia.                                                                | 24,32° S   | 23,12° E    | 545,19 km |
| Rupes Boris      | Boris - Nome maschile russo. Derivato dal vicino cratere Boris.                                             | 30,67° N   | 326,4° E    | 8,58 km   |
| Rupes Cauchy     | Augustin-Louis Cauchy - Matematico francese (1789-1857). Derivato dal vicino cratere Cauchy.                | 9,31° N    | 37,08° E    | 169,85 km |
| Rupes Kelvin     | William Thomson, barone di Kelvin - Fisico britannico (1824-1907). Derivato dal vicino Promontorium Kelvin. | 28,03° S   | 326,83° E   | 85,92 km  |
| Rupes Liebig     | Justus von Liebig - Chimico tedesco (1803-1873). Derivato dal vicino cratere Liebig.                        | 25,14° S   | 314,08° E   | 144,78 km |
| Rupes Mercator   | Gerardo Mercatore - Geografo belga (1512-1594). - Derivato dal vicino cratere Mercator.                     | 30,21° S   | 337,16° E   | 132,4 km  |
| Rupes Recta      | Rupe dritta - Il nome latino riprende l'apparenza che se ne ha osservandola dalla Terra.                    | 21,67° S   | 352,3° E    | 115,95 km |
| Rupes Toscanelli | Paolo dal Pozzo Toscanelli - Cartografo italiano (1397-1482). - Derivato dal vicino cratere Toscanelli.     | 26,97° N   | 312,47° E   | 50,14 km  |